# Beaux-Arts
Beaux-Arts eller skønne kunster er betegnelsen på den akademiske og klassiske arkitektoniske stil, der blev undervist i ved École des Beaux-Arts i Paris, og som var den dominerende byggestil i Europa og USA i slutningen af 1800- og begyndelsen af 1900-tallet. Beaux-Arts er en blandingsstil som kombinerer antikke og romerske formelementer, samt ideer fra renæssancen i et overdådig og rigt ornamenteret udtryk. 

Beaux-Arts er beslægtet med andre stilarter som jugend og nybarok. Vigtige bygninger i Beaux-Arts-stil er Grand Central Terminal og New York Public Library i New York, Casino de Monte Carlo i Monaco samt Palais Garnier, Grand Palais og Gare d'Orsay i Paris.